# Umberto Malchiodi
Umberto Luigi Carlo Cesare Malchiodi (Piacenza, 9 novembre 1889 – Piacenza, 11 novembre 1974) è stato un arcivescovo cattolico italiano.

## Biografia
Nacque a Piacenza, città capoluogo di provincia e sede vescovile, il 9 novembre 1889. Era uno degli otto figli di Carlo Malchiodi e di Sofia Antozzi; suo fratello era l'arcivescovo Gaetano Malchiodi.

### Formazione e ministero sacerdotale
Dopo aver frequentato le scuole pubbliche, si iscrisse al Collegio Alberoni di Piacenza, dove compì gli studi filosofici e teologici.
Il 1º giugno 1912 fu ordinato presbitero dal vescovo di Piacenza Giovanni Maria Pellizzari.
Dopo l'ordinazione fu coadiutore a Carpaneto. Nel 1915 divenne insegnante nel seminario di Piacenza, ove rimase fino al 1931, insegnando diritto canonico, storia ecclesiastica e arte.
Passò quindi al servizio della Curia diocesana, prima come vicecancelliere, poi come cancelliere e infine come vicario generale; ebbe anche l'incarico di assistente diocesano di Azione Cattolica.

### Ministero episcopale
Il 14 novembre 1938 papa Pio XI lo nominò arcivescovo di Camerino; succedette al dimissionario Ettore Fronzi. Il 21 dicembre successivo ricevette l'ordinazione episcopale, nella cattedrale di Piacenza, dal vescovo di Piacenza Ersilio Menzani, co-consacranti i vescovi Gaetano Malchiodi, vicario dell'amministratore pontificio di Loreto, e Antonio Giordani, ispettore centrale per l'assistenza religiosa alla Gioventù Italiana del Littorio.
Il 18 febbraio 1946 papa Pio XII lo nominò vescovo coadiutore, con diritto di successione, di Piacenza e arcivescovo titolare di Serre. Il 17 marzo successivo prese possesso del nuovo incarico; da quel momento fu, di fatto, responsabile di tutta la diocesi. Il 30 giugno 1961, alla morte dell'arcivescovo Ersilio Menzani, diventò vescovo, con il titolo ad personam di arcivescovo, di Piacenza.
Partecipò alle quattro sessioni Concilio Vaticano II. Dedicò particolare attenzione alla costituzione di nuove parrocchie e diede vita all'Istituto Pastorale "San Pio X" nel quartiere di San Lazzaro Alberoni, destinato al perfezionamento della formazione dei preti nei primi anni dopo l'ordinazione.
Il 3 ottobre 1969 papa Paolo VI accolse la sua rinuncia, più volte presentata per raggiunti limiti di età, al governo pastorale della diocesi di Piacenza e lo nominò arcivescovo titolare di Astigi; gli succedette il giorno seguente Enrico Manfredini, del clero di Milano, fino ad allora prevosto di San Vittore a Varese. Rimase amministratore apostolico della diocesi fino all'ingresso del nuovo vescovo, avvenuto l'8 dicembre successivo.
Il 14 gennaio 1971 rinunciò alla sede titolare e assunse il titolo di vescovo emerito di Piacenza.
Morì nella sua residenza presso il vescovado di Piacenza, dove si era ritirato, l'11 novembre 1974, all'età di 85 anni. Dopo le esequie, celebrate il 14 novembre dal cardinale Antonio Samorè nella cattedrale di Piacenza, fu sepolto nella cripta dello stesso edificio.

## Genealogia episcopale e successione apostolica
La genealogia episcopale è:
- Cardinale Scipione Rebiba
- Cardinale Giulio Antonio Santori
- Cardinale Girolamo Bernerio, O.P.
- Arcivescovo Galeazzo Sanvitale
- Cardinale Ludovico Ludovisi
- Cardinale Luigi Caetani
- Cardinale Ulderico Carpegna
- Cardinale Paluzzo Paluzzi Altieri degli Albertoni
- Papa Benedetto XIII
- Papa Benedetto XIV
- Papa Clemente XIII
- Cardinale Marcantonio Colonna
- Cardinale Giacinto Sigismondo Gerdil, B.
- Cardinale Giulio Maria della Somaglia
- Cardinale Carlo Odescalchi, S.I.
- Cardinale Costantino Patrizi Naro
- Cardinale Lucido Maria Parocchi
- Papa Pio X
- Papa Benedetto XV
- Arcivescovo Ersilio Menzani
- Arcivescovo Umberto Malchiodi

La successione apostolica è:
- Vescovo Raffaele Campelli (1939)
- Vescovo Paolo Ghizzoni (1962)
- Cardinale Ersilio Tonini (1969)